# 黄金町バザール
黄金町バザール（こがねちょうばざーる）は、京急本線の日ノ出町駅と黄金町駅の間に位置する神奈川県横浜市中区日ノ出町、初音町、黄金町一帯にかけて行われるアートイベントである。

## 開催概要
大岡川と神奈川県道218号線（弥生台桜木町線）の間に位置する地域で、国内外から集まったアーティスト、デザイナー、写真家、建築家などが参加し、高架下や旧特殊飲食店街、またアパートや小規模なビルの一室を利用して、展示や活動が行われる。2008年（平成20年）から開かれ、毎年秋に実施されている。
この一帯は、従来の地域イメージを払拭し再生するための多様な活動が行われており、黄金町バザールはその中核となっている。

### 黄金町バザール2011
2011年（平成23年）は「まちをつくるこえ」と題し、「ヨコハマトリエンナーレ2011」（主催：横浜市、NHK、朝日新聞社、横浜トリエンナーレ組織委員会）の特別連携プログラムとして開催。「ヨコハマトリエンナーレ2011」および同じく特別連携プログラムの「新・港村-小さな未来都市（BankART LifeⅢ）」（主催：BankART1929）と会期（8/6 - 11/6）を同じくし、特別連携セット券の発行や無料シャトルバスの運行によってそれぞれの会場が繋がれた。
- 主催：黄金町エリアマネジメントセンター、初黄・日ノ出町環境浄化推進協議会
- 共催：横浜市
- 後援：神奈川県、公益財団法人横浜市芸術文化振興財団、公益財団法人トヨタ財団
- ディレクター：山野真悟

※ 詳細は以下を参照。 黄金町バザール2011

### 黄金町バザール2012
2012年（平成24年）は、まちの風景やまちの活動と関係を結びながら展開するさまざまなアートのありようを紹介。開催期間は10/19 - 12/16。作品の展示のほか、ワークショップやトークイベントを通して、多様な角度からまちの現在を見つめ直し、豊かなまちの将来を考えるきっかけになることをめざす。なお、9/7 - 10/8の期間にプレイベントが開催される。
- 主催：黄金町エリアマネジメントセンター、初黄・日ノ出町環境浄化推進協議会
- 共催：横浜市
- ディレクター：山野真悟

※ 詳細は以下を参照。 黄金町バザール2012

### 黄金町バザール2013
2013年（平成25年）は、国内外15組のアーティストが黄金町エリアで滞在制作を実施し、成果を展覧会として発表。開催期間は9/14 - 11/24。展覧会のほか、まちあるきツアーや地域の商店が出店するマーケットなどのイベントも開催。
- 主催：黄金町エリアマネジメントセンター、初黄・日ノ出町環境浄化推進協議会
- 共催：横浜市

※ 詳細は以下を参照。 黄金町バザール2013